# North Canton
North Canton è una città degli Stati Uniti d'America, situata nello Stato dell'Ohio, nella contea di Stark.
Fondata nel 1831 con il nome di New Berlin per via delle origini tedesche dei suoi abitanti, fu ridenominata North Canton nel 1918 a causa dell'avversione contro la Germania creatasi negli Stati Uniti durante la Prima Guerra Mondiale.